# Сологубов, Андрей Иванович
Андре́й Ива́нович Сологу́бов (20 декабря 1908, Гродненская губерния — 22 октября 1979, Москва) — советский оператор-документалист, фронтовой кинооператор в годы Великой Отечественной войны. Лауреат двух Сталинских премий (1946, 1947).

## Биография
Родился 7 (20) декабря 1908 года в дер. Глушки Гродненской губернии (ныне Гродненская область, Республика Беларусь). В 1915 году его семья переехала в Москву, с 1923 по 1932 год был занят в строительных организациях Москвы в качестве ученика. Поступил на операторский факультет ГИКа, в 1935 году был обвинён в контрреволюционной деятельности (ст.58-10 УК РСФСР), но был оправдан. В 1937 году окончил институт, работал на Московской студии кинохроники ассистентом оператора, а с 1938 года — оператором. 
В годы Великой Отечественной войны оператор киногруппы Южного, Северо-Кавказского, 3-го Украинского фронтов. С группой операторов 2 сентября 1945 года на борту линкора «Миссури» снимал подписание Акта о капитуляции Японии.
С августа 1945 года — вновь на ЦСДФ. Помимо фильмов снял более 300 сюжетов для кинопередиодики: «Союзкиножурнал», «Новости дня», «Пионерия», «Железнодорожник», «Московская кинохроника», «Советский спорт», «По Советскому Союзу», «Советский воин», «Советское кино», «Страна Советская», «Ровесник».
 В 1950 году работал на корпункте ЦСДФ в Болгарии.
Скончался 22 октября 1979 года в Москве.

## Фильмография
- 1938 — Наша Москва (совм. с М. Кауфманом, Б. Небылицким)
- 1942 — Кавказ (Битва за Кавказ) (совм. с группой операторов)
- 1943 — Народные мстители (совм. с группой операторов)
- 1944 — Вступление Красной армии в Болгарию (фронтовой спецвыпуск № 8) (совм. с группой операторов)
- 1944 — Победа на Юге (совм. с группой операторов)
- 1945 — XXVIII-ой Октябрь (совм. с группой операторов)
- 1945 — Будапешт (фронтовой спецвыпуск № 1) (совм. с группой операторов)
- 1945 — Кинодокументы о зверствах немецко-фашистских захватчиков (совм. с группой операторов)
- 1945 — Разгром милитаристской Японии (совм. с группой операторов)
- 1946 — Югославия
- 1947 — Болгария
- 1948 — В последний путь
- 1949 — Юность мира (совм. с Д. Каспием, Г. Бобровым, И. Бессарабовым, Д. Иллешом, В. Ксенофонтовым)
- 1952 — По Индии
- 1953 — Великое прощание (совм. с группой операторов)
- 1953 — Румынская Народная Республика
- 1954 — Визит дружбы
- 1955 — Москва праздничная (совм. с группой операторов)
- 1957 — Один из первых
- 1960 — Вдохновенное искусство
- 1960 — Иван Емельянов, крестьянский сын
- 1961 — Могучие крылья (совм. с группой операторов)
- 1962 — Наша земля
- 1965 — Лето нынешнего года
- 1967 — Всегда стобой, Вьетнам!
- 1968 — Микис Теодоракис

## Награды и премии
- орден Красной Звезды (2.4.1943)
- орден Отечественной войны II степени (23.11.1944)
- медаль «За оборону Кавказа» (24.11.1944)
- медаль «За освобождение Белграда» (1945)
- медаль «За победу над Японией» (1945)
- медаль «За победу над Германией в Великой Отечественной войне 1941—1945 гг.» (1945)
- Сталинская премия первой степени (29 июня 1946) — за фильм «Разгром Японии» (1945)
- Сталинская премия второй степени (10 июня 1947) — за фильм «Югославия» (1946)[1]
- Международная премия Мира (1950) — за фильм «Юность мира»[3]